# Canton de Tours-Nord-Est
Le Canton de Tours-Nord-Est est un ancien canton français situé dans le département d'Indre-et-Loire et la région Centre.

## Composition

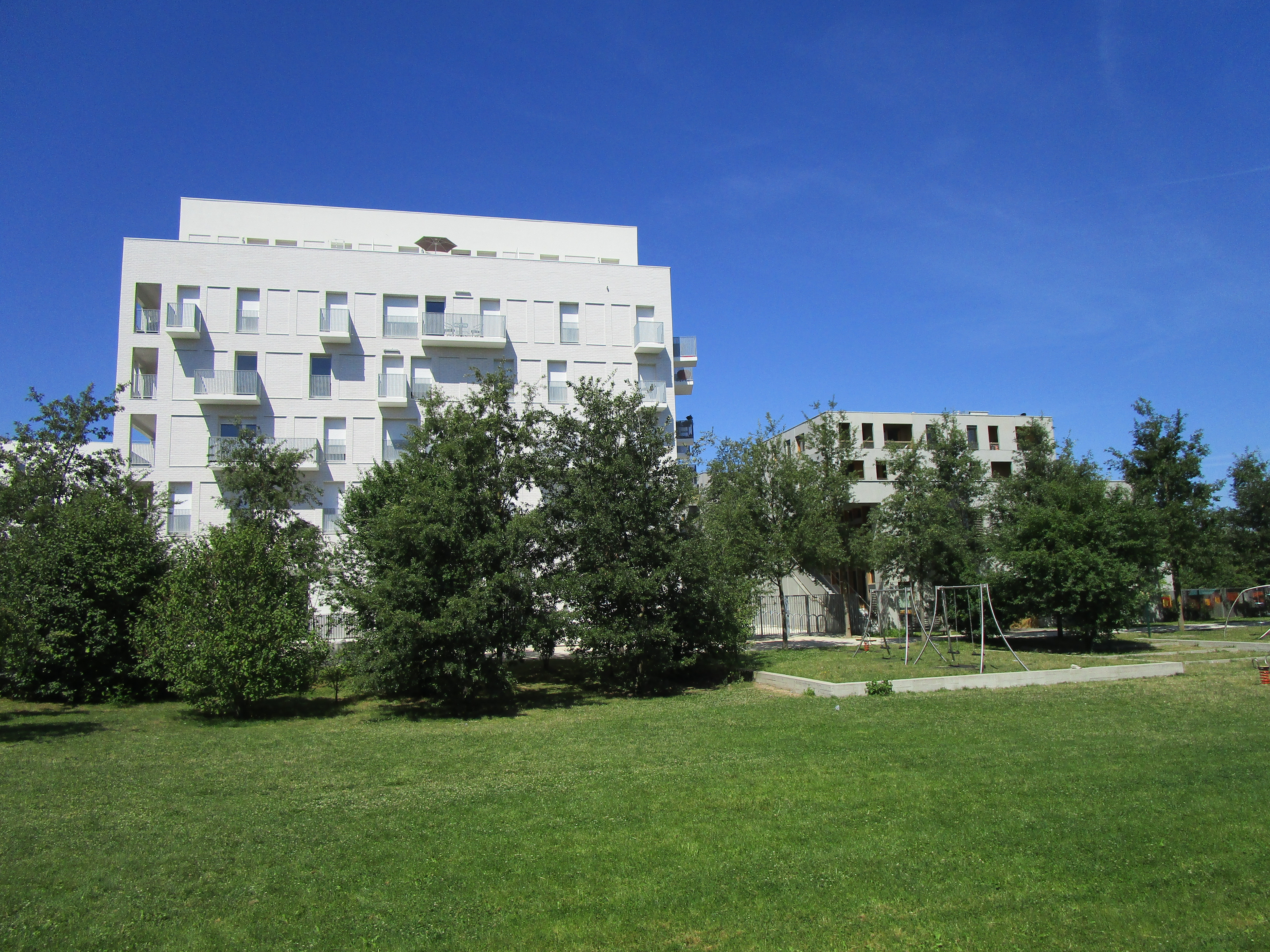
Vue du quartier Monconseil, qui était situé dans le canton.

Lors de sa disparition en 2015, le canton de Tours-Nord-Est se composait de la partie de la ville de Tours délimitée de la façon suivante :
- au nord par l'avenue du Mans, l'avenue André Maginot, la limite communale de Parçay-Meslay
- à l'est par la limite communale de Rochecorbon
- au sud par la Loire
- à l'ouest par la limite communale de Saint-Cyr-sur-Loire

## Histoire

### Conseillers généraux de l'ancien canton de Tours-Nord (de 1833 à 1982)
| Période | Période | Identité                                            | Étiquette    | Qualité |
| ------- | ------- | --------------------------------------------------- | ------------ | --- |
| 1833    | 1848    | Charles Louis Vicomte de Bretignères de Courteilles |              | Commandant du bataillon de Saint-Symphorien Propriétaire à Mettray                                                                                              |
| 1848    | 1867    | Stanislas François René Catois                      |              | Propriétaire, ancien maître de forges Maire de Sainte-Radegonde-près-Tours (ancienne commune absorbée par Tours) Ancien chef de bataillon de la Garde nationale |
| 1867    | 1892    | Eugène Goüin                                        | Droite       | Banquier Député (1871-1875) Sénateur inamovible (1875-1909) Maire de Tours (1866-1875)                                                                          |
| 1892    | 1898    | Armand Pourreau                                     | Républicain  | Directeur de la compagnie du gaz à Tours, maire de Saint-Symphorien, conseiller d'arrondissement                                                                |
| 1898    | 1928    | Louis Vasse du Saussay                              | Conservateur | Propriétaire terrien Conseiller municipal de Fondettes Député (1889-1893)                                                                                       |
| 1928    | 1940    | André Goüin                                         | URD          | Maire de Fondettes Membre de la Commission administrative départementale (1941-1943) Nommé conseiller départemental en 1943                                     |
|         |         |                                                     |              | |
| 1945    | 1949    | Roger Desbordes                                     | SFIO         | Docteur en médecine à Tours |
| 1949    | 1955    | Armand-Nestor Seressia (1883-1974)                  | RPF puis RS  | Ouvrier retraité, Tours |
| 1955    | 1961    | Joannès Dupraz                                      | MRP          | Journaliste Député (1945-1958) Sous Secrétaire-d'État (1947) Secrétaire d'État (1947-1949 et 1953)                                                              |
| 1961    | 1973    | Pierre Lepage                                       | UNR puis UDR | Comptable Député (1962-1974) Ancien conseiller général du canton de Tours-Sud                                                                                   |
| 1973    | 1979    | Jean Lereste                                        | DVD          | Adjoint au maire de Tours |
| 1979    | 1982    | Jean-Michel Testu                                   | PS           | Directeur d'institut médico-psychopédagogique Conseiller municipal de Tours Député (1981-1986 et 1988-1993)                                                     |

### Conseillers d'arrondissement du canton de Tours-Nord (de 1833 à 1940)
| Période                                  | Période          | Identité                            | Étiquette   | Qualité |
| ---------------------------------------- | ---------------- | ----------------------------------- | ----------- | --- |
| 1833                                     | 1839             | Louis Guillaume Juge ainé           |             | Notaire honoraire, Tours                                                                                    |
|                                          |                  |                                     |             | |
| avant 1883                               | 1892             | Armand Pourreau                     | Républicain | Directeur de la compagnie du gaz à Tours, adjoint au maire de Saint-Symphorien                              |
|                                          |                  |                                     |             | |
|                                          | 1919             | M. Lebrun                           |             | |
| 1919                                     | 1922             | M. Houdée                           |             | |
| 1922                                     | 1927 (démission) | Eugène François Pinguet (1859-1930) |             | Cultivateur, pépiniériste, horticulteur, maire de Saint-Symphorien                                          |
| 4 septembre 1927                         | 1937             | Louis Bezard                        |             | Propriétaire, maire de Saint-Cyr-sur-Loire                                                                  |
| 1937                                     | 1940             | M. Rousseau                         | Radical     | Maire de Sainte-Radegonde-en-Touraine                                                                       |
| 1940                                     |                  |                                     |             | Les conseils d'arrondissement ont été suspendus par la loi du 12 octobre 1940 et n'ont jamais été réactivés |
| Les données manquantes sont à compléter. |                  |                                     |             | |

### Conseillers généraux du canton deTours-Nord-Est (de 1982 à 2015)
Canton créé par les décrets du 20 janvier et du 5 février 1982 (dédoublement du canton de Tours-Nord).
| Période | Période      | Identité                                    | Étiquette | Qualité |
| ------- | ------------ | ------------------------------------------- | --------- | --- |
| 1982    | 1997 (décès) | Michèle Beuzelin                            | DVD       | Journaliste dans la presse féminine Députée (1994-1995) Adjointe au maire de Tours                              |
| 1998    | 2004         | Jean-Paul Beuzelin (époux de la précédente) | DVD       | Médecin cardiologue à Tours                                                                                     |
| 2004    | 2015         | Frédéric Thomas                             | PS        | Professeur Maire-adjoint de Tours, adjoint spécial de Sainte-Radegonde Président du Conseil général (2012-2015) |

## Démographie
| 1982 | 1990   | 1999   | 2006   | 2011   | 2012   |
| ---- | ------ | ------ | ------ | ------ | ------ |
| -    | 17 001 | 18 214 | 20 384 | 19 865 | 20 379 |

### Sources
1. ↑  « Journal officiel de la République française. Lois et décrets » , sur Gallica, 4 février 1941 (consulté le 30 septembre 2020).
2. ↑  Journal officiel de la République française. Lois et décrets, parution 23 mai 1943, (en ligne).
3. ↑  https://www.lanouvellerepublique.fr/indre-et-loire/frederic-thomas-un-president-normal-au-conseil-general
4. ↑  Structure de la population du canton de 1968 à l'année de la dernière population légale connue
5. ↑  Fiches Insee - Populations légales du canton pour les années 2006, 2011, 2012